# Brahmana chrysostoma
Brahmana chrysostoma är en bäcksländeart som beskrevs av František Klapálek 1916. Brahmana chrysostoma ingår i släktet Brahmana och familjen jättebäcksländor. Inga underarter finns listade i Catalogue of Life.